# Франтішек Кріґель
Франтішек Кріґель (чеськ. František Kriegel; 10 квітня 1908, Станиславі́в — 3 грудня 1979, Прага) — чехословацький політик єврейського походження, комуністичний активіст, військовий лікар інтербригади в іспанській цивільній війні, чільний діяч Празької весни. Член ЦК КПЧ, голова Національного фронту ЧССР. Після вторгнення у Чехословаччину військ Варшавського договору відмовився підписати «Московський протокол». Останнє десятиліття життя був чехословацьким дисидентом, підписав Хартію-77. Відомий також як медик.

## Студент, медик, комуніст
Народився у єврейській родині дрібного будівельного підрядника в Станиславові (нині Івано-Франківськ), що входило до складу Австро-Угорської імперії. У віці 10 років Франтішек втратив батька. З 14 років заробляв приватними уроками.
Поширений у Польщі 20-х рр. антисемітизм вимусив Франтішека Кріґеля 1926 року перебратися на навчання у Чехословаччину. Він оселився у Празі, вступив на медичний факультет Німецького університету. Під час навчання заробляв на життя помічником шевця, статистом у Національному театрі, продавав сосиски й ковбаси на стадіонах під час футбольних матчів, розвантажував залізничні вагони, був підсобним робітником у лікарні.
1934 року Кріґель захистив диплом лікаря. Працював ревматологом у клініці робітничого району Праги Виногради.
Ідейно-політично Франтішек Кріґель дотримувався радикальних лівих поглядів. Ще у Польщі він був членом організацій робітничої молоді. 1931 року під час Великої депресії вступив у Компартію Чехословаччини (КПЧ).

## Лікар на двох війнах
1936 року Франтішек Кріґель поїхав до Іспанії — брати участь у цивільній війні на боці республіканців. Був начальником медичної служби 11 республіканської дивізії і 45 інтербригади. Брав участь у боях як військовий лікар. Мав звання майора республіканської армії.
У 1939 цивільна війна в Іспанії завершилася перемогою франкістів. Франтішек Кріґель через Піренеї відступив у Францію, де був інтернований як особа без громадянства. Повернення у окуповану нацистами Чехословаччину було для нього неможливим. Кріґель прийняв завдання Норвезького Червоного Хреста й у складі групи з двадцятьох лікарів поїхав у Китай.
Під час китайсько-японської війни Франтішек Кріґель служил у польовому шпиталі китайської армії. Разом з китайськими республіканськими військами відступив у Бірму в розташування британських і американських військ. Представники союзного командування відзначали досконалу медичну підготовку й безстрашність Кріґеля в боях.
1941 року Кріґель прийшов до радянської місії і подав заяву з проханням зарахувати його до РСЧА.
Після капітуляції Японії та закінчення Другої світової війни Франтішек Кріґель повернувся у Чехословаччину.

## Активіст КПЧ
Працюючи й далі лікарем, Франтішек Кріґель залучився до діяльності КПЧ. Він був секретарем Празького комітету партії, організатором комуністичної Народної міліції, а також одним з основних керівників партійних силових структур, заступником Йозефа Павела. Кріґель брав активну участь у Лютневому перевороті 1948, який забезпечив монопольну владу КПЧ і диктатуру Клемента Ґотвальда.
У новому уряді Антоніна Запотоцького Франтішек Кріґель обійняв посаду заступника міністра охорони здоров'я. Відтоді у нього почалися конфлікти з партійним керівництвом. Кріґель виступав категорично проти підбору кадрів за політико-ідеологічними принципами, наполягав на пріоритеті професійних якостей, підтримував безпартійних спеціалістів.
На початку 50-х років Ґотвальд розпочав чистки партійно-державного апарату. Під ударом опинилися передусім євреї та колишні бійці інтербригад. Кріґель був звинувачений у «гальмуванні фармацевтичного виробництва», відсторонений від посади і змушений покинути Прагу. Перебрався у Татри, завідував сільською лікарнею. Під час процесу Сланського проти Кріґеля було висунено політичні звинувачення, однак до переслідування справа не дійшла. Кріґель був усунений з посади завідувача й дістав місце терапевта у Виноградській лікарні, де починав практику.
Всі звинувачення з Кріґеля знято 1957 року після XX з'їзду КПРС. У 1960 його направили на Кубу як радника Фіделя Кастро з організації системи охорони здоров'я. Займався військово-медичною підготовкою кубинських збройних сил, організовував цивільне медичне забезпечення, надаючи особливої уваги гінекології і пологовим палатам. Перебував на Кубі під час боїв на Плайя-Хірон і Карибської кризи.
У 1963 Франтішек Кріґель повернувся у Чехословаччину. Перший секретар ЦК КПЧ Антонін Новотний запропонував йому керівну партійну посаду, але Кріґель вирішив замість цього працювати головним лікарем у НДІ ревматичних захворювань, відтак у празькій лікарні.
У 1964 Кріґеля обрано до Національних зборів ЧССР, з 1966 кооптовано до ЦК КПЧ. Був знаний як опонент неосталіністської політики Новотного (хоча свого часу сам був сталіністом). Закликав посилити депутатський контроль над урядовими установами й критику міністрів — «навіть якщо вона їм не подобається». Наполягав на гласності й відкритості в державних установах.
Франтішек Кріґель мав кілька високих нагород ЧССР, зокрема Орден 25 лютого 1948 року — за активну участь у зазначених подіях.

## Діяч Празької весни
На початку 1968 Франтішек Крігель рішуче підтримав обрання першим секретарем Олександра Дубчека і курс Празької весни. У партійному керівництві Кригель займав найрадикальніші реформаторські позиції, пропагував ідеї єврокомунізму і демократичного соціалізму. Водночас у зовнішній політиці він закликав подолати залежність від Москви і переорієнтуватися з СРСР на Китай.
У квітні 1968 року Франтішек Кріґель став головою Національного фронту Чехословаччини (НФЧ) — формальної коаліції КПЧ і організацій-сателітів. Під його керівництвом формально некомуністичні групи поступово отримували самостійність. НФЧ перетворювався на потенційний генератор багатопартійності. 23 травня 1968 Кріґель брав участь у перемовинах про легалізацію Соціал-демократичної партії.
Політичний вплив Кріґеля посилився після його введення у склад Президії ЦК. Водночас Крігель не залишав медичної діяльності, продовжував працювати головним лікарем.
Позиція і виступи Франтішека Кріґеля забезпечили йому широку популярність у чехословацькій громаді. Водночас він став ненависною фігурою для сталіністських ортодоксов, керівників КПРС і консервативних функціонерів КПЧ. Конче негативно сприймали Кріґеля керівники держав Варшавського договору, передусім СРСР, НДР і ПНР. У разі Владислава Гомулки і його колег ворожість до Кріґеля посилювалася його національністю (того ж року у Польщі розгорнулася антисемітська кампанія).
Під час зустрічі чехословацького і радянського партійного керівництва у Чиєрна-над-Тисоу 29 липня — 1 серпня 1968 року на адресу Кріґеля лунали антисемітські образи, передусім від першого секретаря ЦК Компартії України Петра Шелеста, а Йозефу Смрковському довелося заявити протест проти викривлення прізвища товариша по Президії ЦК КПЧ.

## Відмова у Москві
21 серпня 1968 почалося вторгнення у Чехословаччину військ Варшавського договору. Франтішек Кріґель разом з Олександром Дубчеком, Олдржихом Черником, Йозефом Смрковським і другими лідерами Празької весни був арештований агентами StB і КДБ і доставлений у Москву. Керівники КПРС вимагали підписати «Московський протокол», який означав фактичну капітуляцію і повну відмову від курсу Празької весни.
Франтішек Кріґель став єдиним з чехословацьких керівників, який категорично відмовився підписати цей документ. Ні тиск радянських лідерів (йому навіть відмовлялися видавати ліки), ні вимоги Ґустава Гусака та Людвіка Свободи не призвели до бажаного результату.
Леонід Брежнєв відверто заявив, що за таких обставин Кріґеля не можна було відпустити у Чехословаччину. Однак Людвік Свобода та Александер Дубчек заявили, що повернення без Франтішека Кріґеля неможливо, оскільки викличе вибух протестів у Чехословаччині. Цей аргумент був прийнятий, Франтішек Кріґель повернувся до Праги. Перед відлітом у летовищі його затримали на дві години і вернули до делегації тільки після наполегливих вимог Дубчека і Свободи.

## Дисидент під наглядом
Франтішек Кріґель став одним з чотирьох депутатів парламенту ЧССР, які проголосували проти договору про розміщення радянських військ у Чехословаччині. 30 травня 1969 відбулося засідання ЦК КПЧ, на котрім було ухвалено рішення про виключенні Кріґеля з партії.
Після виключення з КПЧ Франтішек Кріґель був позбавлений депутатського мандата. Йому була заборонена і лікарська практика. Проживав з дружиною у двохкімнатній квартирі на скромну пенсію.
Над Кріґелем був встановлений постійний нагляд держбезпеки. Розпочалася кампанія цькування: газетні нападки, анонімні погрози і знущання, напад на жінку у квартирі був ініційований особисто Гусаком, але сам ж Гусак наказав його зупинити, оскільки не бажав відновлювати у громаді атмосферу тих пір, коли сам був репресований.
На відміну від більшості інших лідерів Празької весни, Франтішек Кріґель не примирився і не відступив від своєї суспільної позиції. Він примкнув до дисидентського руху, одним з перших підписав Хартію-77. У 1976 Кріґель передав у посольство Китаю співчуття з приводу смерті Чжоу Еньлая. Цей акт мав політичний зміст, оскільки саме Чжоу Еньлай як прем'єр Держради КНР виступив з осудою вторгнення у Чехословаччину і закликав чехословацький народ до опору інтервентам.
Ім'я Франтішека Кріґеля було широко відоме у світі. Листування з Кріґелем ініціював Андрій Сахаров. Попри поліцейський нагляд, понад двохсот людей явилися до нього 10 квітня 1978 — привітати з 70-річчям. У Мадриді єврокомуністична Компартія Іспанії організувала спеціальну конференцію під головуванням Сантьяго Каррільо (запрошений Кріґель не зміг приїхати, оскільки влада відмовила йому у закордонному паспорті, однак передав магнитофонний запис своєї промови).

## Кончина і пам'ять
Помер Франтишек Кригель від серцевого нападу у віці 71 року. Його тіло було негайно вилучене поліцією, кремація проведена у таємниці. Влада мала підстави боятися, що траурні заходи можуть перетворитися на антиурядову демонстрацію.
Урна з прахом Франтішека Кріґеля десять років зберігалася у друзів. Церемонія захоронення у Мотолі відбулася лише у грудні 1989, під час Оксамитової революції.

## Пам'ять
У сучасній Чехії Франтішек Кріґель вважається національним героєм (як і припускав Брежнев). У заслугу йому ставиться не стільки його роль у Празькій весні, скільки відмова підписати «Московський протокол», стійкість і активність у останнє десятиліття.
З 1987 щороку присуджують правозахисну премію Франтішека Кріґеля, яку фінансує Фонд Хартії-77. На домі, де жив Кріґель у Празі, і на будівлі лікарні, де він працював, встановлено меморіальні дошки. У 2015 президент Чехии Мілош Земан посмертно присвоїв Франтішеку Кріґелю орден Томаша Ґарріґа Масарика.
Водночас більшість депутатів муніципальної ради Праги 2 відхилили пропозицію Земана оголосити Франтішека Кріґеля почесним громадянином муніципалітету. Своє рішення представники Громадянської демократичної партії обґрунтували тим, що у біографії Кріґеля є не тільки заслуги 1968 року: окрім цього, він «двадцять років будував комунізм, брав участь у лютневому перевороті і допоміг Ґотвальду встановити диктатуру». Особливим доводом проти почесного громадянства був названий орден, отриманий Кріґелем за переворот 25 лютого 1948.
У серпні 2018 — до 50-ліття подій 1968 року — у Чехії був виданий роман про Франтішека Кріґеля «Muž, který stál v cestě» — Людина, яка перегородила шлях. Автор — відомий кінематографіст Іван Філа — працює над біографічним фільмом про Кріґеля.

## Сім'я і особистість
Понад тридцяти років Франтішек Кріґель був одружений з Рівою (народженою Любецькою). Дружина Ріва, родом з білоруського Несвижа, у юності була активісткою сіоністського руху, організувала кіббуц в Палестині. Відтак повернулась у Європу і разом з першим чоловіком Павлом Фрідом брала участь у комуністичній групі антинацистського Спротиву на чолі з Юліусом Фучіком. Була заарештована гестапо, заключена у Освенцим, відтак у Равенсбрюк.
Павел Фрід загинув у Освенцимі. Ріва Кріґель дожила до визволення. Після війни вийшла заміж за Франтішека Кріґеля і до кінця життя залишалася його однодумницею. 92-літня Ріва Кріґель померла у 2001 (переживши драматичне переосмислення і заперечення ідеології комунізму).